# 미노바야시촌
미노바야시촌(見能林村)은 도쿠시마현 나카군에 있던 촌이다. 

## 역사
- 1889년 10월 1일 - 정촌제 시행에 수반해 나카군 미노바야시촌이 성립하였다.
- 1955년 1월 1일 - 도미오카정에 편입해 소멸하였다.

## 참고문헌
- 『角川日本地名大辞典 36 徳島県』（1986年 ISBN 4040013603）